# HMS Zebra (1944)
A HMS Zebra a Brit Királyi Haditengerészet egyik Z osztályú rombolója volt. A hajó eredetileg a HMS Wakeful nevet kapta volna, de 1943 januárjában, még vízre bocsátása előtt nevét HMS Zebrára változtatták. Vízre bocsátására 1944. március 18-án került sor a dumbartoni William Denny & Brothers hajógyárban. A romboló 1944. október 13-án állt szolgálatba.

## Pályafutása

### A második világháborúban
A hajó egy rövid ideig a Honi Flotta Scapa Flow-i kikötőjében tartózkodott, majd csatlakozott a Honi Flotta 2. Romboló Flottájához, ahol őrjáratokat végzett a Nagy-Britanniától északnyugatra lévő területeken. A Zebra számos sarkvidéki konvoj kíséretében vett részt, valamint sok egyéb feladatot is ellátott az Északi-tengeren és a skandináv partoknál. A háború végeztével a hajót a Honi Flottához helyezték, hogy segítse a németek által megszállt területek visszafoglalását, illetve hogy őrhajóként szolgáljon.

### A háború után
A háború végét követően a Zebra a 4. Romboló Flotta tagja lett, és egészen 1947-ig az is maradt. Ezt követően a Plymouth-i Tartalék Flottához került. 1952-ben a Harwich-i Tartalék Flottához helyezték, de egy évvel később ismét visszakerült Plymouth-ba. Ezek után úgy döntöttek, hogy a hajót átalakítják tengeralattjáró-elleni fregattá, így fő fegyverzetét eltávolították. 1955-ben viszont a munkálatokat beszüntették, és a hajót eladási listára helyezték. Tervbe vették, hogy a hajót eladják a Nyugat-Német Haditengerészetnek, de miután a német tisztek átvizsgálták a hajót, visszaléptek az üzlettől, mivel a hajó elég rossz állapotban volt. 1958-ban a Zebrát ócskavasként eladták a BISCO-nak. A szétbontást a Cashmore végezte a monmouthshire-i Newport-ban. A hajót így átvontatták a szétbontás helyére, ahova 1959. február 12-én érkezett meg.